# Андраник Алексањан
Андраник Алексањан (6. мај 1998, Хмељницки) украјински је певач и текстописац, јерменског порекла. Представљао је Украјину на Дечјој Песми Евровизије 2009. у Кијеву, где је завршио пети.

## Награде и признања
Године 2006. осваја прво место и златну медаљу на међународном ТВ такмичењу Південний експрес у Јалти, као и прво место на Свеукрајинском такмичењу Пісня над Бугом и међународном такмичење-фестивалу Веспремскі ігри у Мађарској. Године 2007. учествовао је и на Свеукрајинском дечјем музичком такмичењу будућих звезда Діти Сонця у Кијеву, Свеукрајинском фестивалу Моя Вірменія, међународном такмичење-фестивалу Надія Європи у Сочију, као и на фестивалу OPEN EUROPE, који се одржавао у Немачкој и у Аустрији. Године 2008. осваја Гран при на међународном поп креативном фестивалу Зоряний Крим, Свеукрајинском дечјем ТВ такмичењу Крок до зірок као и друго место на украјинској селекцији за Дечју песму Евровизије. У јулу 2009, учествовао је на дечјем такмичењу Слов'янський базар у Витепску. Украјински председник му је доделио награде Зірка України и Філантроп.

## Хуманитаран рад
Одржао је и два концерта за незбринуту децу. Сав прикупљен новац прослеђен је за изградњу сиротишта у Хмељинску. Био је позван и да сличне концерте одржи у Немачкој. У априлу 2009. учествовао је у хуманитарном ТВ шоу Танці для Вас, где су плесни парови Вјачеслав Узелков и Ксенија Горб као и певач Олександер Пономарјов сакупили новац како би помогли младим певачима којима је неопходна операција.

## Приватни живот
Андраник болује од ахондроплазије, због чега је задњих пет година нарастао свега неколико центиметара.
Тренутно ради на свом деби албуму. Андраник такође студира енглески, француски и немачки језик.

## Рефернце
1. ↑  „Biography of Andranik Aleksanyan at ESCKaz”. ESCKaz. 14. 6. 2009. Приступљено 14. 6. 2009.